# Primera División 2021 (Uruguay)
Het seizoen 2021 van de Primera División was het 118e seizoen van de hoogste Uruguayaanse voetbalcompetitie. De competitie liep van 15 mei tot 7 december 2021. Het kampioenschap heette officieel Campeonato Uruguayo de Primera División Dr. Tabaré Vázquez, ter nagedachtenis aan de in 2020 overleden president van Uruguay die in de jaren tachtig ook voorzitter van CA Progreso was.

## Teams
Er namen zestien ploegen deel aan de Primera División tijdens het seizoen 2021. Dertien ploegen wisten zich vorig seizoen te handhaven en drie ploegen promoveerden vanuit de Segunda División: CS Cerrito (kampioen), CSD Villa Española (nummer twee) en IA Sud América (winnaar nacompetitie) kwamen in de plaats van de gedegradeerde ploegen Defensor Sporting Club, Danubio FC en CA Cerro
| Club                           | Stad                   | Stadion                                     | Capaciteit | Vorig seizoen |
| ------------------------------ | ---------------------- | ------------------------------------------- | ---------- | ------------- |
| CA Boston River                | Montevideo             | Estadio Parque Artigas (Las Piedras)        | 12.000     | 13e           |
| CS Cerrito                     | Montevideo             | Estadio Charrúa                             | 14.000     | 1e (2ª)       |
| Cerro Largo FC                 | Melo                   | Estadio Arquitecto Antonio Eleuterio Ubilla | 10.000     | 7e            |
| Club Deportivo Maldonado       | Maldonado              | Estadio Domingo Burgueño                    | 25.000     | 11e           |
| CA Fénix                       | Montevideo             | Estadio Parque Capurro                      | 5.500      | 8e            |
| Liverpool FC                   | Montevideo             | Estadio Belvedere                           | 8.384      | 3e            |
| Montevideo City Torque         | Montevideo             | Estadio Centenario                          | 60.235     | 5e            |
| Montevideo Wanderers FC        | Montevideo             | Estadio Parque Alfredo Víctor Viera         | 15.000     | 6e            |
| Club Nacional de Football      | Montevideo             | Estadio Gran Parque Central                 | 34.000     | 1e            |
| CA Peñarol                     | Montevideo             | Estadio Campeón del Siglo                   | 40.005     | 4e            |
| Club Plaza Colonia de Deportes | Colonia del Sacramento | Parque Cincuentenario Juan G. Prandi        | 6.000      | 10e           |
| CA Progreso                    | Montevideo             | Estadio Parque Abraham Paladino             | 5.400      | 14e           |
| CA Rentistas                   | Montevideo             | Estadio Complejo Rentistas                  | 10.600     | 2e            |
| CA River Plate                 | Montevideo             | Estadio Parque Federico Omar Saroldi        | 5.165      | 9e            |
| IA Sud América                 | Montevideo             | Estadio Juan Antonio Lavalleja (Minas)      | 6.000      | 6e (2ª)       |
| CSD Villa Española             | Montevideo             | Estadio Obdulio Varela                      | 8.000      | 2e (2ª)       |

## Competitie-opzet
De competitie liep van 15 mei tot 7 december 2021 en bestond uit twee delen: de Apertura en de Clausura. Omdat het vorige seizoen vanwege de coronapandemie werd onderbroken en uiteindelijk pas op 7 april 2021 was afgelopen, werd het Torneo Intermedio dit seizoen niet gespeeld.
In de Apertura en de Clausura speelden alle ploegen eenmaal tegen elkaar. De winnaars van de Apertura en de Clausura kwalificeren zich voor de halve finales van het Campeonato. De winnaar van het totaalklassement (waarin alle wedstrijden worden meegeteld) plaatst zich voor de finale van het Campeonato. De winnaar van die finale is landskampioen, de verliezer wordt tweede. Alle overige clubs werden gerangschikt op basis van het totaalklassement. 

### Kwalificatie voor internationale toernooien
Het seizoen 2021 gold als kwalificatie voor de Zuid-Amerikaanse competities (Copa Libertadores en Copa Sudamericana) van 2022. De top-vier kwalificeerde zich voor de Copa Libertadores 2022. Ook voor de Copa Sudamericana 2022 plaatsten zich vier Uruguayaanse ploegen. De verliezer van de halve finale van het Campeonato (winnaar van de Apertura of Clausura) kwalificeerde zich hiervoor indien ze zich niet hadden geplaatst voor de Copa Libertadores. De resterende Uruguayaanse plekken worden opgevuld op basis van de totaalstand.

## Apertura
Het Torneo Apertura liep van 15 mei tot 22 augustus 2021.Alle ploegen speelden eenmaal tegen elkaar. De ploeg met de meeste punten werd winnaar van de Apertura en plaatste zich voor de halve finale van het Campeonato. Indien er twee ploegen gelijk eindigden met de meeste punten, dan zouden ze een beslissingswedstrijd spelen. In het geval dat er drie of meer ploegen gelijk eindigden met de meeste punten, dan zouden de twee ploegen met het beste doelsaldo een beslissingswedstrijd spelen.
De koppositie wisselde regelmatig aan het begin van de competitie. Na zeven wedstrijden deelden titelverdediger Club Nacional de Football en Club Plaza Colonia de Deportes de leiding met zestien punten, op een punt gevolgd door Liverpool FC. De twee daaropvolgende wedstrijden behaalden deze ploegen dezelfde resultaten, maar in de tiende speelronde pakte Plaza Colonia solo de leiding omdat zij zelf wonnen, terwijl Nacional (en Liverpool) verloren. Plaza Colonia en Nacional wonnen de twee wedstrijden daarna. Op 8 augustus leed Nacional een nederlaag tegen CS Cerrito, maar Plaza Colonia profiteerde daar maar deels van, omdat ze zelf gelijkspeelden. Een week later, op 15 augustus, verzekerde Plaza Colonia zich van de eerste plaats in de Apertura door Montevideo Wanderers FC met 0–2 te verslaan. Het was voor het eerst sinds 2015/16 dat ze een seizoenshelft wonnen. De voorsprong van de Patas Blancas op Nacional was uiteindelijk zeven punten. CA Peñarol eindigde uiteindelijk nog als derde, voor Liverpool. Promovendus CSD Villa Española won slechts eenmaal en eindigde onderaan in de Apertura.

### Eindstand Apertura
|     | Club                           | Sp. | W  | G | V | Pnt. | DV | DT | DS  |
| --- | ------------------------------ | --- | -- | - | - | ---- | -- | -- | --- |
| 1.  | Club Plaza Colonia de Deportes | 15  | 11 | 3 | 1 | 36   | 20 | 7  | +13 |
| 2.  | Club Nacional de Football      | 15  | 9  | 2 | 4 | 29   | 23 | 14 | +9  |
| 3.  | CA Peñarol                     | 15  | 7  | 7 | 1 | 28   | 22 | 10 | +12 |
| 4.  | Liverpool FC                   | 15  | 8  | 3 | 4 | 27   | 38 | 20 | +18 |
| 5.  | CA River Plate                 | 15  | 7  | 5 | 3 | 26   | 27 | 20 | +7  |
| 6.  | Montevideo City Torque         | 15  | 8  | 1 | 6 | 25   | 26 | 19 | +7  |
| 7.  | CA Fénix                       | 15  | 6  | 3 | 6 | 21   | 20 | 22 | –2  |
| 8.  | Cerro Largo FC                 | 15  | 6  | 2 | 7 | 20   | 20 | 22 | –2  |
| 9.  | CS Cerrito                     | 15  | 5  | 4 | 6 | 19   | 14 | 15 | –1  |
| 10. | IA Sud América                 | 15  | 5  | 3 | 7 | 18   | 15 | 22 | –7  |
| 11. | Montevideo Wanderers FC        | 15  | 5  | 2 | 8 | 17   | 12 | 16 | –4  |
| 12. | CA Rentistas                   | 15  | 4  | 4 | 7 | 16   | 12 | 21 | –9  |
| 13. | CA Boston River                | 15  | 3  | 5 | 7 | 14   | 14 | 19 | –5  |
| 14. | Club Deportivo Maldonado       | 15  | 3  | 5 | 7 | 14   | 11 | 22 | –11 |
| 15. | CA Progreso                    | 15  | 2  | 5 | 8 | 11   | 13 | 26 | –13 |
| 16. | CSD Villa Española             | 15  | 1  | 6 | 8 | 9    | 14 | 26 | –12 |

### Legenda
| Kleur | Kwalificatie voor       |
| ----- | ----------------------- |
|       | Halve finale Campeonato |

#### Topscorers
| №  | Speler               | Club                      | Goals |
| -- | -------------------- | ------------------------- | ----- |
| 1. | Gonzalo Bergessio    | Club Nacional de Football | 12    |
| 2. | Matías Arezo         | CA River Plate            | 11    |
| 2. | Juan Ignacio Ramírez | Liverpool FC              | 11    |
| 2. | Maximiliano Silvera  | CS Cerrito                | 11    |

## Clausura
Het Torneo Clausura liep van 11 september tot 5 december 2021. Alle ploegen speelden eenmaal tegen elkaar volgens het inverse schema van de Apertura (voor alle duels zijn de thuis- en uitploeg dus omgedraaid). De ploeg met de meeste punten werd winnaar van de Clausura en plaatste zich voor de halve finale van het Campeonato. Indien er twee ploegen gelijk eindigden met de meeste punten, dan zouden ze een beslissingswedstrijd spelen. In het geval dat er drie of meer ploegen gelijk eindigden met de meeste punten, dan zouden de twee ploegen met het beste doelsaldo een beslissingswedstrijd spelen.
Plaza Colonia en Nacional - de twee beste ploegen van de Apertura - begonnen slecht aan de Clausura met een nederlaag en een gelijkspel. Een betere start was er voor Montevideo Wanderers, dat de eerste drie wedstrijden won. De vierde speelronde verloor Wanderers echter met 3–0 van Peñarol, die daardoor de leiding overnamen. Ondanks een verliespartij tegen Club Deportivo Maldonado op 17 oktober (zesde speelronde) gaf Peñarol de leiding niet meer af. Rivaal Nacional was hun slechte start wel te boven gekomen en zich opgewerkt naar de tweede plaats. Aan de vooravond van de slotronde had Peñarol twee punten meer dan Nacional. Ook Wanderers (drie punten achterstand) had nog kans om de Clausura te winnen. Peñarol hield hun lot echter in eigen hand door IA Sud América met 3−1 te verslaan en kroonde zich zo tot winnaar van de Clausura, waardoor voor het eerst sinds 2019 weer een seizoenshelft werd gewonnen door een van de twee traditionele topclubs. Nacional - de andere traditionele topclub - behield de tweede plaats en Wanderers werd derde. Villa Española eindigde ook in de Clausura als hekkensluiter, wederom met slechts een overwinning.

### Eindstand Clausurua
|     | Club                           | Sp. | W | G | V  | Pnt. | DV | DT | DS  |
| --- | ------------------------------ | --- | - | - | -- | ---- | -- | -- | --- |
| 1.  | CA Peñarol                     | 15  | 9 | 5 | 1  | 32   | 27 | 11 | +16 |
| 2.  | Club Nacional de Football      | 15  | 8 | 4 | 3  | 30   | 23 | 15 | +8  |
| 3.  | Montevideo Wanderers FC        | 15  | 8 | 3 | 4  | 27   | 23 | 18 | +5  |
| 4.  | Cerro Largo FC                 | 15  | 6 | 9 | 0  | 26   | 24 | 11 | +13 |
| 5.  | Montevideo City Torque         | 15  | 7 | 4 | 4  | 25   | 26 | 19 | +7  |
| 6.  | CA Progreso                    | 15  | 7 | 4 | 4  | 25   | 12 | 7  | +5  |
| 7.  | CA Boston River                | 15  | 6 | 4 | 5  | 22   | 24 | 25 | –1  |
| 8.  | CS Cerrito                     | 15  | 6 | 3 | 6  | 21   | 20 | 22 | –2  |
| 9.  | Club Plaza Colonia de Deportes | 15  | 5 | 5 | 5  | 20   | 20 | 18 | +2  |
| 10. | CA Fénix                       | 15  | 4 | 7 | 4  | 19   | 18 | 18 | 0   |
| 11. | Club Deportivo Maldonado       | 15  | 5 | 2 | 8  | 17   | 13 | 18 | –5  |
| 12. | CA River Plate                 | 15  | 4 | 4 | 7  | 16   | 18 | 22 | –4  |
| 13. | Liverpool FC                   | 15  | 4 | 3 | 8  | 15   | 15 | 19 | –4  |
| 14. | CA Rentistas                   | 15  | 4 | 2 | 9  | 14   | 18 | 24 | –6  |
| 15. | IA Sud América                 | 15  | 3 | 4 | 8  | 13   | 14 | 26 | –12 |
| 16. | CSD Villa Española             | 15  | 1 | 3 | 11 | 6    | 12 | 34 | –22 |

### Legenda
| Kleur | Kwalificatie voor       |
| ----- | ----------------------- |
|       | Halve finale Campeonato |

#### Topscorers
| №  | Speler              | Club           | Goals |
| -- | ------------------- | -------------- | ----- |
| 1. | Salomón Rodríguez   | CA Rentistas   | 10    |
| 1. | Maximiliano Silvera | CS Cerrito     | 10    |
| 3. | Lucas Di Yorio      | Cerro Largo FC | 9     |

## Totaalstand
De ploeg met de meeste punten in de totaalstand - de optelling van de Apertura en de Clausura - plaatste zich voor de finale van het Campeonato. Indien er twee ploegen gelijk eindigden met de meeste punten, dan zouden ze een beslissingswedstrijd spelen. In het geval dat er drie of meer ploegen gelijk eindigden met de meeste punten, dan zouden de twee ploegen met het beste doelsaldo een beslissingswedstrijd spelen.
De strijd om de eerste plaats bleef ook onbeslist tot de laatste speeldag. Peñarol had een punt meer dan Nacional en behaalde door de zege op Sud América niet alleen de winst in de Clausura, maar ook de winst in de totaaltabel. Nacional eindigde als tweede en Apertura-winnaar Plaza Colonia werd derde in het klassement.

### Totaalstand
|     | Club                           | Sp. | W  | G  | V  | Pnt. | DV | DT | DS  |
| --- | ------------------------------ | --- | -- | -- | -- | ---- | -- | -- | --- |
| 1.  | CA Peñarol                     | 30  | 16 | 12 | 2  | 60   | 49 | 21 | +28 |
| 2.  | Club Nacional de Football      | 30  | 17 | 6  | 7  | 59   | 46 | 29 | +17 |
| 3.  | Club Plaza Colonia de Deportes | 30  | 16 | 8  | 6  | 56   | 40 | 25 | +15 |
| 4.  | Montevideo City Torque         | 30  | 15 | 5  | 10 | 50   | 52 | 38 | +14 |
| 5.  | Cerro Largo FC                 | 30  | 12 | 11 | 7  | 46   | 44 | 33 | +11 |
| 6.  | Montevideo Wanderers FC        | 30  | 13 | 5  | 12 | 44   | 35 | 34 | +1  |
| 7.  | Liverpool FC                   | 30  | 12 | 6  | 12 | 42   | 53 | 39 | +14 |
| 8.  | CA River Plate                 | 30  | 11 | 9  | 10 | 42   | 45 | 42 | +3  |
| 9.  | CA Fénix                       | 30  | 10 | 10 | 10 | 40   | 38 | 40 | –2  |
| 10. | CS Cerrito                     | 30  | 11 | 7  | 12 | 40   | 34 | 37 | –3  |
| 11. | CA Boston River                | 30  | 9  | 9  | 12 | 36   | 38 | 44 | –6  |
| 12. | CA Progreso                    | 30  | 9  | 9  | 12 | 36   | 25 | 33 | –8  |
| 13. | Club Deportivo Maldonado       | 30  | 8  | 7  | 15 | 31   | 24 | 40 | –16 |
| 14. | IA Sud América                 | 30  | 8  | 7  | 15 | 31   | 29 | 48 | –19 |
| 15. | CA Rentistas                   | 30  | 8  | 6  | 16 | 30   | 30 | 45 | –15 |
| 16. | CSD Villa Española             | 30  | 2  | 9  | 19 | 15   | 26 | 60 | –34 |

### Legenda
| Kleur | Kwalificatie voor |
| ----- | ----------------- |
|       | Finale Campeonato |

#### Topscorers
Maximiliano Silvera van CS Cerrito werd topscorer van de competitie. Hij maakte 21 doelpunten, vijf meer dan nummer twee Matías Arezo.
| №  | Speler                   | Club                      | Goals |
| -- | ------------------------ | ------------------------- | ----- |
| 1. | Maximiliano Silvera      | CS Cerrito                | 21    |
| 2. | Matías Arezo             | CA River Plate            | 16    |
| 3. | Gonzalo Bergessio        | Club Nacional de Football | 15    |
| 4. | Federico Martínez        | Liverpool FC              | 14    |
| 5. | Agustín Álvarez Martínez | CA Peñarol                | 13    |
| 5. | Leandro Otormín          | Cerro Largo FC            | 13    |

## Campeonato Uruguayo
Het Campeonato Uruguayo bepaalde de winnaar van de Primera División (of de Copa Uruguaya) 2021. De winnaars van de Apertura (Club Plaza Colonia de Deportes) en de Clausura (CA Peñarol) speelden in de halve finale één wedstrijd en de winnaar daarvan kwalificeere zich voor de finale, waarin ze een thuis- en uitduel speelden tegen de nummer een van de totaalstand (Peñarol). De finalisten zouden worden aangemerkt als kampioen en vice-kampioen, de overige posities in de eindstand zouden worden bepaald op basis van de totaalstand.
Omdat Peñarol zich tweemaal had gekwalificeerd, als winnaar van de Clausura en als nummer een van de totaalstand, betekende dit dat zij aan een zege in de halve finale genoeg hadden om kampioen te worden. Zou Plaza Colonia de halve finale winnen, dan zouden zij het in de finale nogmaals opnemen tegen Peñarol.

### Wedstrijdschema
|  | Halve finale   | Halve finale |  |  | Finale  | Finale | Finale | Finale |
|  |                |              |  |  |         |        |        |        |
|  |                |              |  |  |         |        |        |        |
|  | Plaza Colonia  | 1 (7)        |  |  |         |        |        |        |
|  | Peñarol (n.s.) | 1 (8)        |  |  |         |        |        |        |
|  |                |              |  |  |         |        |        |        |
|  |                |              |  |  | Peñarol | -      | -      | N.v.t. |
|  |                |              |  |  | Peñarol | -      | -      |        |
|  |                |              |  |  |         |        |        |        |

### Halve finale
|                                   |                                                                           |                     |                                                                                               |                                                                                      |
| 7 december 2021 20:30 uur (UTC−3) | Club Plaza Colonia de Deportes                                            | 1 – 1 (n.v.)        | CA Peñarol                                                                                    | Estadio Centenario, Montevideo Toeschouwers: 49.687 Scheidsrechter: Daniel Fedorczuk |
| 7 december 2021 20:30 uur (UTC−3) | López 35' (pen.)                                                          | Verslag (Soccerway) | 40' Torres                                                                                    | Estadio Centenario, Montevideo Toeschouwers: 49.687 Scheidsrechter: Daniel Fedorczuk |
| 7 december 2021 20:30 uur (UTC−3) | Strafschoppen                                                             |                     |                                                                                               | Estadio Centenario, Montevideo Toeschouwers: 49.687 Scheidsrechter: Daniel Fedorczuk |
| 7 december 2021 20:30 uur (UTC−3) | Mascia Ruiz Díaz Umeres Calleros Leonai Souza Suhr Redín Olivera Zeballos | 7 – 8               | Álvarez Martínez Musto Canobbio Bentancourt Álvarez Wallace Busquets Elizalde González Gaitán | Estadio Centenario, Montevideo Toeschouwers: 49.687 Scheidsrechter: Daniel Fedorczuk |

1-1 na verlenging. CA Peñarol wint met 8-7 na strafschoppen en is kampioen van Uruguay.

## Ranglijst
De winnaar van de finale werd kampioen van Uruguay, de verliezend finalist werd vice-kampioen. De overige plaatsen werden bepaald op basis van de totaalstand. Indien er geen finale noodzakelijk was, zou ook de tweede plek worden bepaald op basis van de totaalstand.
Dit seizoen gold in Uruguay als kwalificatie voor de Copa Libertadores 2022 en de Copa Sudamericana 2022. In beide toernooien had Uruguay recht op vier deelnemers. In de Copa Libertadores gingen deze plekken naar de top-vier van het eindklassement. Voor de Copa Sudamericana was de verliezer van de halve finale van het Campeonato (Club Plaza Colonia de Deportes) zeker van een plekje indien ze niet bij de beste vier eindigen. Zij eindigden echter wel in de top-vier, waardoor de nummers vijf tot en met acht deel mochten nemen aan de Copa Sudamericana.

### Totaalstand
|     | Club                           | Sp. | W  | G  | V  | Pnt. | DV | DT | DS  |
| --- | ------------------------------ | --- | -- | -- | -- | ---- | -- | -- | --- |
| 01. | CA Peñarol                     | 30  | 16 | 12 | 2  | 60   | 49 | 21 | +28 |
| 2.  | Club Nacional de Football      | 30  | 17 | 6  | 7  | 59   | 46 | 29 | +17 |
| 3.  | Club Plaza Colonia de Deportes | 30  | 16 | 8  | 6  | 56   | 40 | 25 | +15 |
| 4.  | Montevideo City Torque         | 30  | 15 | 5  | 10 | 50   | 52 | 38 | +14 |
| 5.  | Cerro Largo FC                 | 30  | 12 | 11 | 7  | 46   | 44 | 33 | +11 |
| 6.  | Montevideo Wanderers FC        | 30  | 13 | 5  | 12 | 44   | 35 | 34 | +1  |
| 7.  | Liverpool FC                   | 30  | 12 | 6  | 12 | 42   | 53 | 39 | +14 |
| 8.  | CA River Plate                 | 30  | 11 | 9  | 10 | 42   | 45 | 42 | +3  |
| 9.  | CA Fénix                       | 30  | 10 | 10 | 10 | 40   | 38 | 40 | –2  |
| 10. | CS Cerrito                     | 30  | 11 | 7  | 12 | 40   | 34 | 37 | –3  |
| 11. | CA Boston River                | 30  | 9  | 9  | 12 | 36   | 38 | 44 | –6  |
| 12. | CA Progreso                    | 30  | 9  | 9  | 12 | 36   | 25 | 33 | –8  |
| 13. | Club Deportivo Maldonado       | 30  | 8  | 7  | 15 | 31   | 24 | 40 | –16 |
| 14. | IA Sud América                 | 30  | 8  | 7  | 15 | 31   | 29 | 48 | –19 |
| 15. | CA Rentistas                   | 30  | 8  | 6  | 16 | 30   | 30 | 45 | –15 |
| 16. | CSD Villa Española             | 30  | 2  | 9  | 19 | 15   | 26 | 60 | –34 |

### Legenda
| Kleur | Kwalificatie voor                    |
| ----- | ------------------------------------ |
|       | Copa Libertadores 2022, groepsfase   |
|       | Copa Libertadores 2022, voorronde    |
|       | Copa Sudamericana 2022, eerste ronde |

### Degradatie
Drie ploegen degradeerden naar de Segunda División; dit waren de ploegen die over de laatste twee seizoenen het minste punten hadden verzameld in de competitie. Aangezien de promovendi (CS Cerrito, CSD Villa Española en IA Sud América) vorig seizoen nog niet in de Primera División speelden, werden de punten gedeeld door het aantal gespeelde wedstrijden.
Zes wedstrijden voor het einde was al zeker dat CSD Villa Española zich niet meer kon handhaven. Voor mede-promovendus IA Sud América viel het doek pas op de laatste speeldag bij het verlies tegen Peñarol. De laatste degradant was CA Progreso. Zij speelden voor het vierde seizoen op rij op het hoogste niveau, maar een nederlaag op de slotdag, gecombineerd met de overwinning van CA Boston River resulteerde erin dat de Gauchos del Pantanoso volgend seizoen een divisie lager zouden spelen.
|     | Club                           | Sp. | 2020 | 2021 | Tot. | Gem. |
| --- | ------------------------------ | --- | ---- | ---- | ---- | ---- |
| 1.  | Club Nacional de Football      | 67  | 69   | 59   | 128  | 1,91 |
| 2.  | CA Peñarol                     | 67  | 65   | 60   | 125  | 1,87 |
| 3.  | Montevideo City Torque         | 67  | 61   | 50   | 111  | 1,66 |
| 4.  | Liverpool FC                   | 67  | 65   | 42   | 107  | 1,60 |
| 5.  | Club Plaza Colonia de Deportes | 67  | 46   | 56   | 102  | 1,52 |
| 6.  | Cerro Largo FC                 | 67  | 50   | 46   | 96   | 1,43 |
| 7.  | Montevideo Wanderers FC        | 67  | 52   | 44   | 96   | 1,43 |
| 8.  | CA River Plate                 | 67  | 49   | 42   | 91   | 1,36 |
| 9.  | CS Cerrito                     | 30  | –    | 40   | 40   | 1,33 |
| 10. | CA Fénix                       | 67  | 49   | 40   | 89   | 1,33 |
| 11. | CA Rentistas                   | 67  | 47   | 30   | 77   | 1,15 |
| 12. | Club Deportivo Maldonado       | 67  | 46   | 31   | 77   | 1,15 |
| 13. | CA Boston River                | 67  | 40   | 36   | 76   | 1,13 |
| 14. | CA Progreso                    | 67  | 38   | 36   | 74   | 1,10 |
| 15. | IA Sud América                 | 30  | –    | 31   | 31   | 1,03 |
| 16. | CSD Villa Española             | 30  | –    | 15   | 15   | 0,50 |

### Legenda
| Kleur | Degradatie naar       |
| ----- | --------------------- |
|       | Segunda División 2022 |